# Мищенко, Сергей Александрович (предприниматель)
Мищенко Сергей Александрович (род. 21 мая 1956, Мизоч, Ровенская область) — украинский предприниматель, 2-й президент Национальной федерации фехтования Украины.
Кандидат экономических наук, почетный член Национального Олимпийского Комитета Украины. Кавалер Орденов «За заслуги» и Данилы Галицкого.

## Биография
Родился 21 мая 1956 года в Мизоче.
Отец — Мищенко Александр Иосифович (1925 г. р.) работал директором Мизоцкой школы-интерната. Мать — Баранюк Анна Петровна (1927 г. р.), работала завучем Мизоцкой средней школы.
В 1978 году окончил с отличием факультет международных экономических отношений Киевского национального университета имени Тараса Шевченко.
В 1978—1980 годах работал переводчиком в аппарате Посольства СССР в Народно-демократической Республике Йемен.
С 1980 по 1982 — экономист в Институте социально-экономических проблем зарубежных стран Национальной академии наук Украины. После окончания аспирантуры Института экономики НАНУ — младший научный сотрудник совета по изучению производительных сил УССР (1985—1986).
В 1987 году защитил кандидатскую диссертацию по теме: «Статистика мировой торговли сельскохозяйственной и продовольственной продукцией». Автор 20 публикаций по международной статистике, мировой торговле, развитию научно-технического потенциала.
В течение 1986—1990 занимал должности научного, старшего научного сотрудника Института исследований научно-технического потенциала и истории науки имени Г. М. Доброва НАН Украины.
В 1991 году возглавил филиал СП «Илта Трейд Файненс», позже реорганизованный в ООО «ИЛТА». ООО «ИЛТА» является официальным дилером Peugeot, Citroën и DS Automobiles в Украине (24 % всех автомобилей Peugeot в Украине продано в центрах «Илты»).
В 1995 году основал компанию «ITT». В инвестпортфель направления прямого инвестирования «ITT Капитал» входили «Дарницкий завод железобетонных конструкций», «Завод железобетонных изделий», «Будпроммонтаж», гостиница «Голосеевская» (Киев), Бизнес-центр «Нивки», Дом профсоюзов и тд.
Акционеры группы в 2009 году основали Аккорд-Банк, председателем правления которого является Данила Волынец — муж Оксани Маркаровой.
С 1998 года по 2009 год — заместитель глави наблюдательного совета ВАТ «Черниговавтодеталь».

## Спортивный менеджмент
Сергей Мищенко с 1993 по 2012 возглавлял Федерацию фехтование Украины. С 2012 и по сей день является вице-президентом федерации. Член оргкомитета «WindMaster Regatta».
В 2008 году — заместитель председателя организационного комитета по подготовке и проведению в Киеве чемпионата Европы по фехтованию. Является почётным членом Национального олимпийского комитета Украины и президиума НФФУ.
В 2008 году от имени компании «Илта» С. Мищенко вручил новые автомобили команде Олимпийских чемпионок Ольге Харлан, Елене Хомровой, Галине Пундик и Ольге Жовнир.
За «достижение высоких спортивных результатов» на Летних Олимпийских играх в Пекине, указом президента Украины В. Ющенко, Мищенко был награждён орденом «За заслуги» III степени.
Сергей Бубка также отметил «большую роль» Мищенка, который инвестировал собственные финансы в подготовку спортсменов.

## Общественная деятельность
Учредитель и член правления (до 2010) Всеукраинской ассоциации автомобильных импортеров и дилеров (ВААИД), член Совета Директоров (до 2020) Украинской Ассоциации Лизингодателей (УАЛ), член Совета конкурентоспособности Украины.
Вице-президент общественного объединения «Ровенское Землячество», президентом которого являлся Леонид Кравчук.
С 2023 года — заместитель председателя Совета работодателей гуманитарно-педагогического факультета Национального университета биоресурсов и природопользования.

## Послевторжения России на Украину
В марте 2023 года Мищенко написал в своём обращении к Международной федерации фехтования:
«Разве справедливо, что из-за разрушений, постоянных обстрелов украинские спортсмены не имеют возможности готовиться к соревнованиям и рискуют своими жизнями, а российские спортсмены спокойно выступают на международной арене?».

## Награды
- Кавалер Ордена «За заслуги» III, II степени (2004, 2012 годов) — «за выдающиеся достижения в экономической, научной, социально-культурной, военной, государственной, общественной и других сферах общественной деятельности во благо Украины».[19]
- Кавалер Ордена Данилы Галицкого (2008) — «за достижение высоких спортивных результатов на Летних Олимпийских играх 2008».[20]
- Почётный член Национального олимпийского комитета Украины.
- Герой спортивного года: награждён «За преданность спорту» (2009).[21]